# Franz Olah

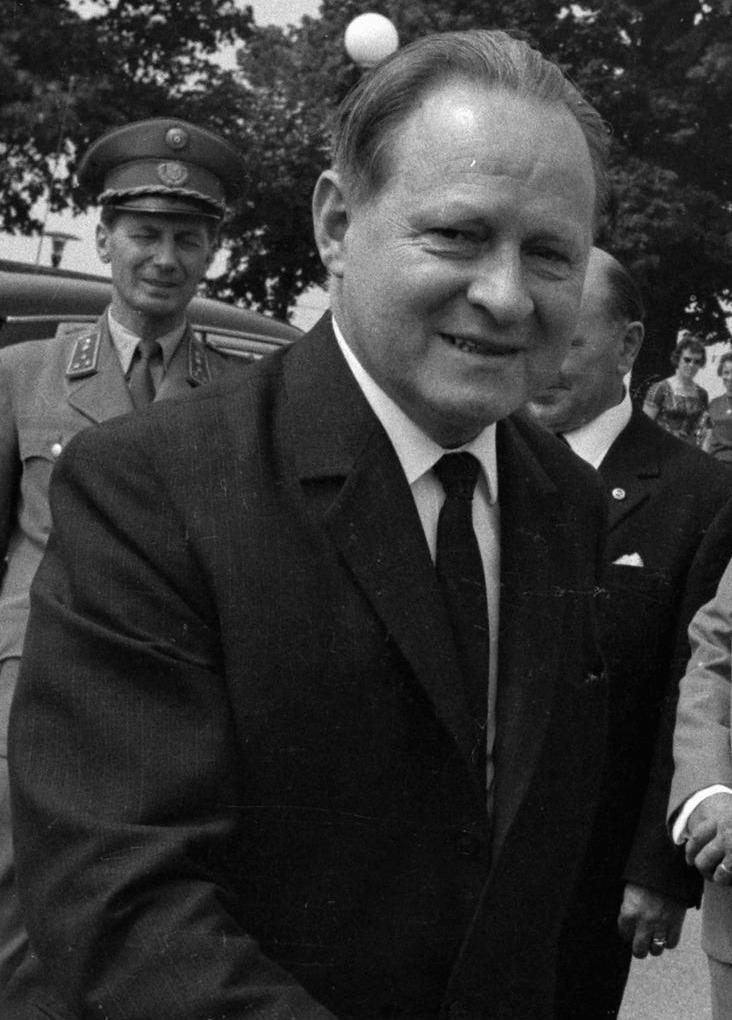
Franz Olah in 1964

Franz Olah (Wenen 13 maart 1910 - Baden 4 september 2009) was een Oostenrijks politicus (SPÖ, DFP) en vakbondsman. Hij was onder meer minister van Binnenlandse Zaken en voorzitter van de Österreichischer Gewerkschaftsbund (ÖGB).

## Biografie

### Vroege carrière
Olah werd op 13 maart 1910 in Wenen geboren als Franz Ferdinand Glück. Hij was de zoon van een onderofficier die gedurende zijn militaire loopbaan op verschillende plaatsen in het Oostenrijks-Hongaarse keizerrijk was gestationeerd. Franz Olah woonde daarom gedurende zijn jeugd in Wenen, Ljubljana en Boedapest. Hij volgde een opleiding tot pianobouwer en sloot zich aan bij de Sozialistische Jugend. Gedurende de Grote Depressie was hij werkloos en zette zich tijdens die periode in voor verschillende organisaties voor jeugdige werklozen en was werkzaam binnen de SDAPÖ.

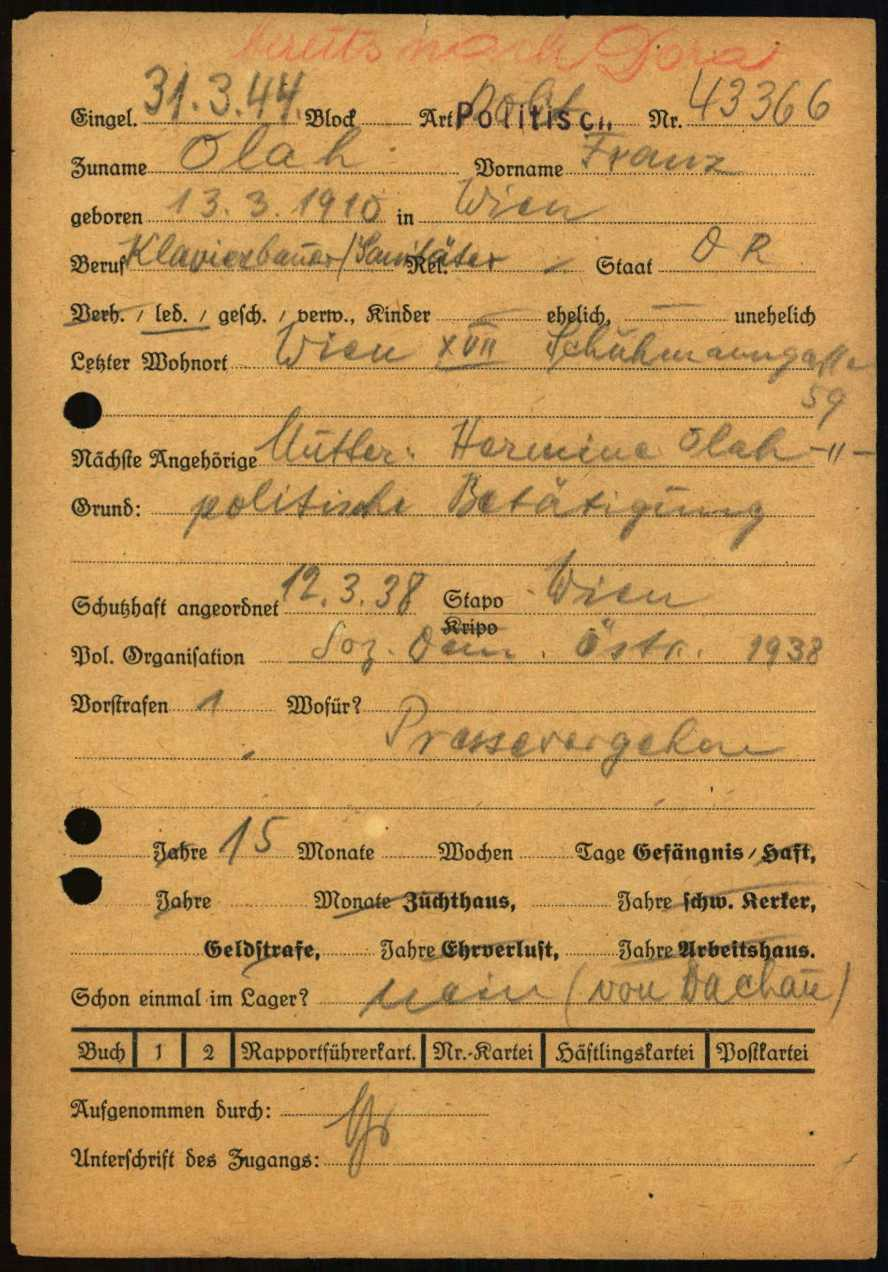
Registratieformulier van Franz Olah als gevangene in nazi-concentratiekamp Buchenwald

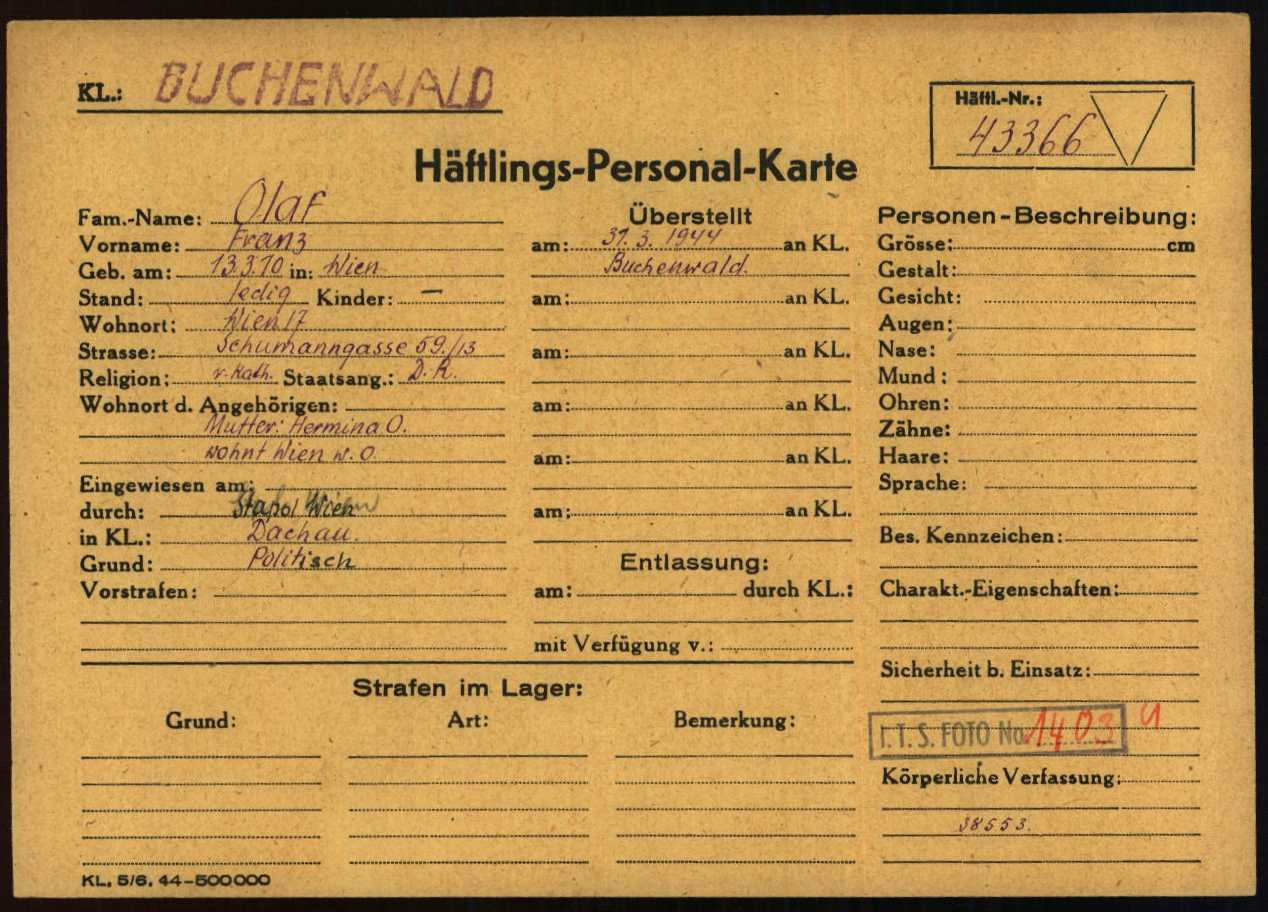
Gevangenenregistratiekaart, ook van Buchenwald

Na de instelling van de autoritaire Standenstaat (1933/1934) werden de SDAPÖ en sociaaldemocratische organisaties verboden. Ondergronds bleven de sociaaldemocraten echter activiteiten ontplooien. Olah werd in 1933, 1935 en 1937 veroordeeld tot gevangenisstraffen voor het verbeiden van socialistische geschriften. In die jaren was hij ook lid van de illegale Revolutionären Sozialisten Österreichs (RSÖ) en de ondergrondse vakbeweging. Olah was een van de sociaaldemocratische jeugdleiders die clandestien contacten onderhield met de bondsregering om tot gezamenlijke acties te komen tegen de (eveneens verboden) Oostenrijkse Nazi-partij. Na de Anschluss werd Olah in maart 1938 gearresteerd en met tal van andere prominente Oostenrijkers (het zogenaamde "Prominententransport") naar het concentratiekamp Dachau gedeporteerd. Op 30 maart 1944 werd hij overgeplaatst naar het concentratiekamp Buchenwald. Gedurende zijn jaren in de concentratiekampen knoopte hij contacten aan met tal van medegevangenen, ook met politieke tegenstanders van weleer (o.a. functionarissen van de Standenstaat). In 1945 werd hij bevrijd.

### Politieke carrière
Na de oorlog sloot Olah zich aan bij de Sozialistische Partei Österreichs (SPÖ) en de overkoepelende vakbondsorganisatie Österreichischer Gewerkschaftsbund (ÖGB). Olah was van 1945 tot 1948 en van 1969 tot 1970 lid van de  Gemeenteraad en Landdag van Wenen en was van 1949 tot 1957 voorzitter van de vakbond voor bouw- en houtarbeiders. Als sterk anti-communistisch ingesteld vakbondsbestuurder was hij tijdens de door de communisten georchestreerde staking van het najaar van 1950 betrokken bij het breken van de stakingsactiviteiten. Olah liet zijn vakbondsmensen uitrusten met wapenstokken om desnoods geweld te gebruiken tegen de stakers. Na de staking werd er een paramilitaire organisatie van vakbondsleden opgericht die tot voornaamste taak had bij eventuele stakingen van communistische zijde op te treden.
Na zijn optreden tijdens staking van het najaar van 1950 groeide zijn rol binnen de vakorganisatie ÖGB. Van 1955 tot 1959 was hij vicevoorzitter van de ÖGB en van 1959 tot 1963 bondsvoorzitter. Begin jaren zestig onderhandelde Olah met de bondsregering over het z.g. "Sozialpartnerschaft", het corporatieve overlegmodel dat zo kenmerkend is geworden voor het naoorlogse Oostenrijk. Van 1963 tot 1964 was Olah bondsminister van Binnenlandse Zaken (kabinet-Gorbach II).
Binnen zijn eigen SPÖ had de pragmatische en als relatief behoudend bekendstaande Olah de nodige vijanden. Vooral de sterk ideologisch georiënteerde progressieve vleugel van de SPÖ had weinig op met Olah. In 1964 werd Olah uit de SPÖ gesloten toen aan het licht kwam dat hij een bedrag van 1.000.000 schilling uit de partijkas van de ÖGB had gehaald en had overgemaakt aan de FPÖ om daarmee deze partij financieel te ondersteunen. Zijn tegenstanders verdachten hem ervan dat hij na de verkiezingen een coalitie van SPÖ en FPÖ wilde creëren met zichzelf als bondskanselier.
Nadat hij uit de SPÖ was gesloten richtte Olah de Demokratische Fortschrittliche Partei (DFP) op en deed in 1966 mee aan de parlementsverkiezingen. Tijdens de verkiezingscampagne liet hij zich antisemitisch uit (o.a. over het groot aantal joodse bestuurders binnen de SPÖ). Zijn DFP behaalde weliswaar 3% van de stemmen, maar kreeg vanwege de kiesdrempel toch geen zetel in de Nationale Raad. In 1969 werden Olah en twee collega's in de gemeenteraad van Wenen gekozen. Nadat hij door een rechter werd veroordeeld tot een jaar gevangenis voor zijn aandeel in het verduisteren van geld van de ÖGB trok Olah zich uit de politiek terug en kwam er ook een einde aan de DFP.
Franz Olah overleed op 4 september 2009 in Baden, hij was 99 jaar oud.

## Onderscheidingen
- 2005: Grote Gouden Ereteken met de Ster voor Verdienste voor de Republiek Oostenrijk
- 2005: Grote Gouden Ereteken voor Verdienste voor Land Wenen met Ster
- 2008: Julius-Raab-Medaille